# Jerusalemer Straße (Berlin)
Die Jerusalemer Straße ist eine Straße im Berliner Ortsteil Mitte. Der Charakter der Straße ist geprägt von historischen Leerstellen und architektonisch heterogenen Zeugnissen der letzten 150 Jahre, von der Zerstörung baulicher Substanz und dem Bemühen, Vergangenheit zu restaurieren, von dem Verlust an Bedeutung und dem Versuch, urbanes Leben am Rande des ehemaligen Todesstreifens wieder heimisch zu machen.

## Lage
Im Norden mündet die Jerusalemer Straße in den Hausvogteiplatz, an ihrem südlichen Ende stößt sie an die Zimmerstraße und dabei auf die fensterlose, kupfern glänzende Rückseite des Axel-Springer-Hochhauses.

## Geschichte

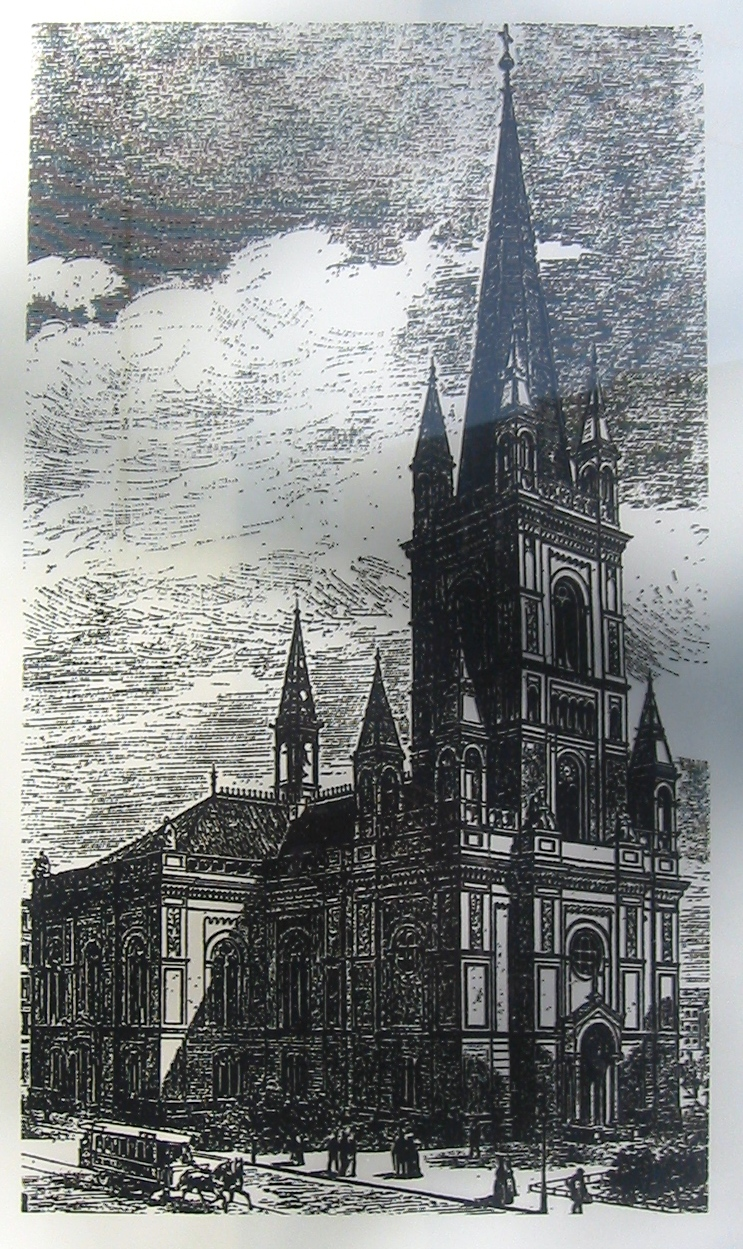
Jerusalemkirche um 1870

Angelegt wurde die Jerusalemer Straße im Jahr 1701 im Zuge der barocken Stadterweiterung der Friedrichstadt, deren strenge, rechtwinklige Blockstruktur das Viertel bis heute prägt. Benannt wurde die Straße nach der erstmals 1484 erwähnten Jerusalemkirche. „Der Name des Gotteshauses rührt daher, dass in seinem Innern außer einigen aus Holz geschnitzten Heiligenfiguren auch eine Nachbildung des Grabes Christi in Jerusalem ausgestellt war. Diese Nachbildung versinnbildlichte gewissermaßen die Heilige Stadt, und nach ihr nannte der Volksmund die ganze Kapelle ‚zu Hierusalem‘, ein Name, der sicherlich schon bald nach ihrer Errichtung gebräuchlich geworden ist […]. Ja, er hat sogar später dazu geführt, daß eine der neu angelegten, auf das Gotteshaus zuführenden Straßen der Friedrichstadt die gleiche Benennung erhalten hat.“
Der Standort der ursprünglichen Kapelle lag „außerhalb der Stadt Cölln im freien Feld an einer Landstraße“, im 19. Jahrhundert befand sich der Platz An der Jerusalemkirche aber schon inmitten eines dichten Geschäfts- und Verwaltungsviertels, das von den Konfektionsbetrieben am Hausvogteiplatz, vom Zeitungsviertel rund um die in Kreuzberg gelegene Kochstraße sowie von der kommerziellen Geschäftigkeit der Leipziger Straße geprägt wurde. An der Ecke zum Dönhoffplatz befand sich von 1854 bis 1900 das Hotel London.
Weder Platz noch Kirche existieren heute noch, stattdessen treffen an einer verkehrsreichen Kreuzung die Linden- und die Oranienstraße sowie die zwischenzeitlich neu benannte Rudi-Dutschke-Straße (ehemals: Kochstraße) und Axel-Springer-Straße (ehemals: Lindenstraße) aufeinander: Die Kirche wurde im Zweiten Weltkrieg am 3. Februar 1945 zerstört, ihre Ruine im März 1961 gesprengt und abgetragen. Der südliche Abschnitt der Jerusalemer Straße zwischen Koch- und Lindenstraße wurde 1966 entwidmet, wodurch die Straße ihren Kreuzberger Streckenabschnitt einbüßte und Koch- und Lindenstraße autogerecht miteinander verbunden wurden. Auf dem so entstandenen Grundstück unmittelbar südlich der im August 1961 zwischen Ost- und West-Berlin errichteten Mauer wurde stattdessen wenige Jahre später das Axel-Springer-Hochhaus errichtet. An die Kirche erinnert heute der in das Straßenpflaster eingelassene Grundriss der Kirche.

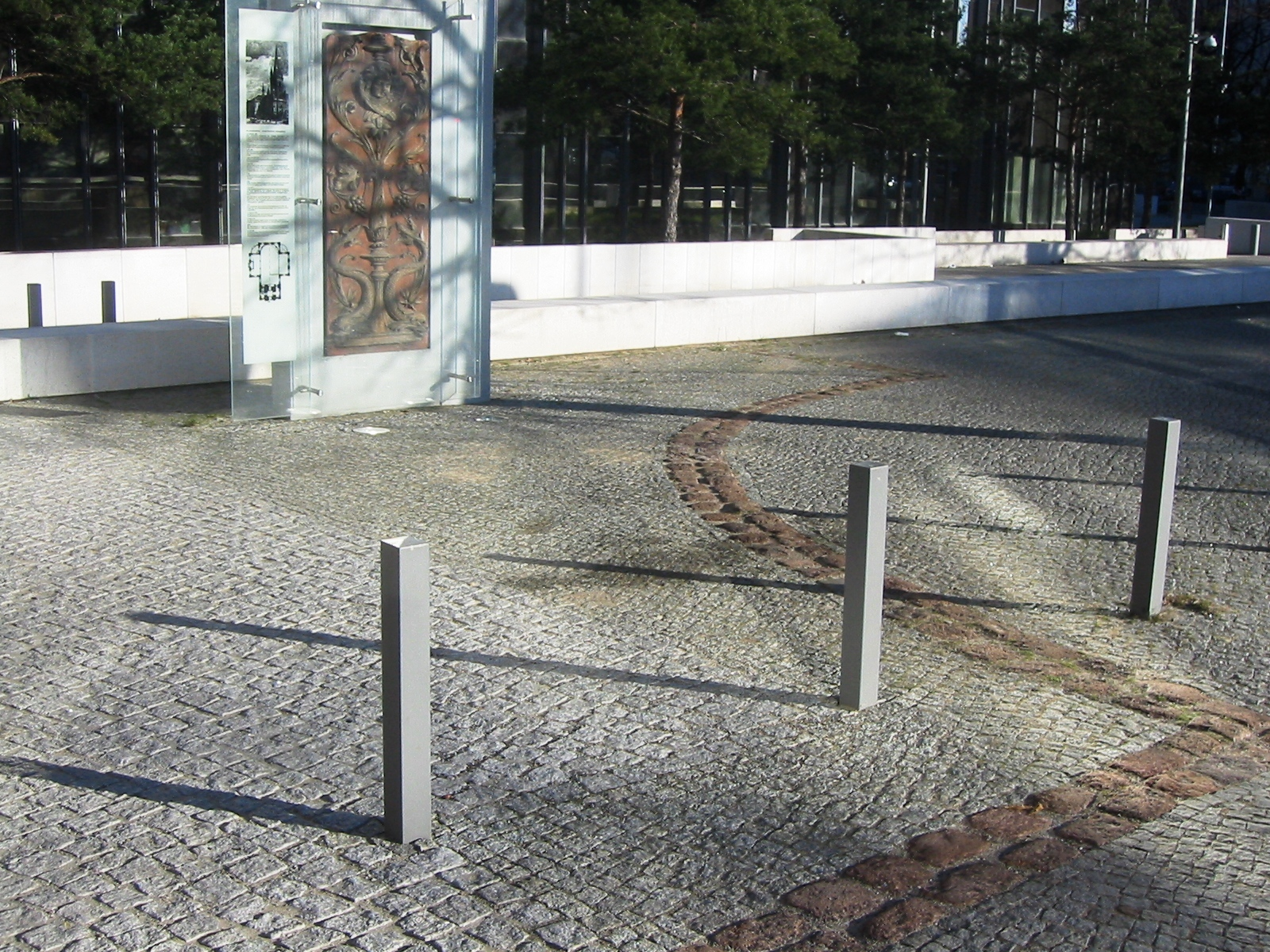
Umriss der Jerusalemkirche mit roten Steinen

Seit der Entwidmung des südlichen Abschnitts liegt die Jerusalemer Straße, die während des Zweiten Weltkriegs weitgehend zerstört wurde, zur Gänze im Bezirk Mitte. Die Straße wurde in den 1960er Jahren nicht nur verkürzt, sondern auch in Teilen verschwenkt. Die Abschnitte zwischen Schützen- und Krausenstraße sowie zwischen Krausen- und Leipziger Straße wurden jeweils nach Osten verlegt, ersterer um etwa acht Meter, der andere um knapp zweihundert Meter.

## Die Jerusalemer Straße im Zeitungsviertel
Das bekannteste Gebäude der Straße ist das Mossehaus (umgangssprachlich auch: Mosse-Zentrum) an der Ecke Jerusalemer/Schützenstraße. Der Verleger Rudolf Mosse, der seit 1871 die liberale Tageszeitung Berliner Tageblatt herausgab, hatte die Architekten Cremer & Wolffenstein beauftragt, ein Gebäude zu entwerfen, in dem sowohl die Redaktion als auch die Druckerei unterkommen sollte. Das für seinen repräsentativen Baustil bekannte Architekturbüro bestand aus dem Kölner Katholiken Wilhelm Cremer (1882–1919) und dem Berliner Juden Richard Wolffenstein (1846–1919).

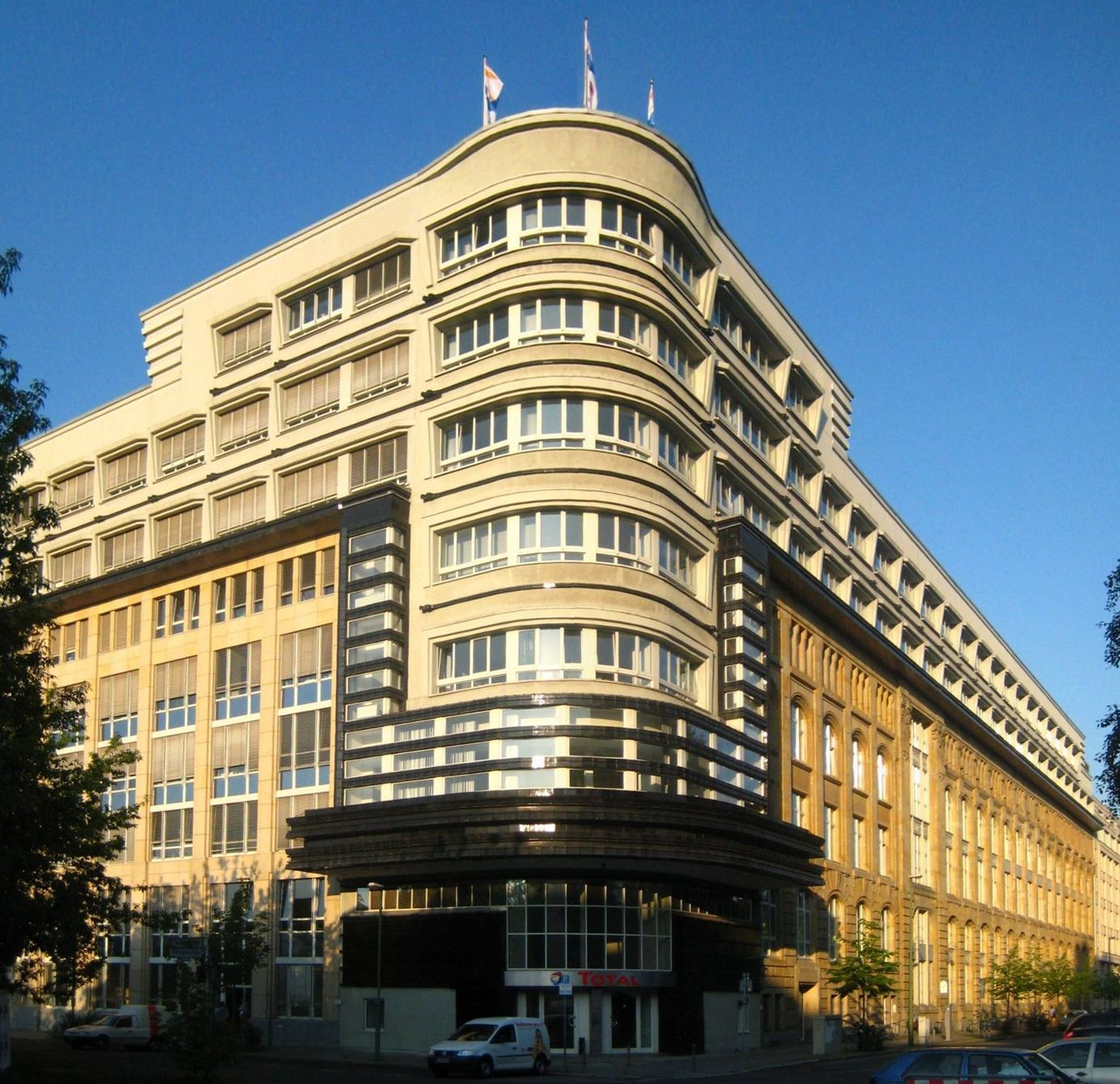
Mossehaus

Im Jahr 1903 bezog der Mosse-Verlag das anfänglich noch Gutenberghaus genannte Gebäude und gehörte damit gemeinsam mit den Verlagen Ullstein und Scherl zu den zentralen Akteuren des Berliner Zeitungsviertels. Die ursprüngliche abgerundete und turmartig erhöhte Ecke des Hauses mit dem Haupteingang wurde während der Novemberrevolution 1919 erheblich beschädigt. Mit der Neugestaltung beauftragte Rudolf Mosses Nachfolger Hans Lachmann-Mosse den Architekten Erich Mendelsohn, einen Vertreter des aufkommenden Modernismus. Sein Entwurf für das Verlagshaus gilt bis heute als ein zentrales Aufbruchsignal für die moderne Berliner Geschäftshausarchitektur. Indem er die Sandsteinfassade teilweise aufbrach und ein die Horizontale betonendes Bauteil in den unveränderten Altbau einsetzte, ließ Mendelsohn die dekorative, traditionsverbundene Repräsentationsarchitektur von Cremer & Wolffenstein hinter sich.
Das  Mossehaus ist das einzige Gebäude der Straße, das den Zweiten Weltkrieg – wenigstens in Rudimenten – überstanden hat. Der nördliche Gebäudeteil mitsamt dem Haupteingang gehörte zu DDR-Zeiten zum VEB Industriedruck. Nach der politischen Wende wurde er aufwendig restauriert und der unmittelbar an der Jerusalemer Straße gelegene Teil rekonstruiert. In einer Datenbank der Berliner Senatsverwaltung für Entwicklung und Umwelt heißt es zwar: „Der 1995 fertig gestellte Nachbau kann architektonisch nicht überzeugen“, doch das unter Denkmalschutz stehende Mossehaus repräsentiert als einziges Gebäude das ehemalige Zeitungsviertel. Unter der Adresse Schützenstraße 18 residiert hier u. a. das Leibniz-Zentrum für Literatur- und Kulturforschung.

## Jerusalemer und Leipziger Straße
Ab 1969 wurde die Leipziger Straße im Rahmen der Neugestaltung der Ost-Berliner Innenstadt zwischen Spittelmarkt und Markgrafenstraße mit acht Fahr- und einem Mittelstreifen städtebaulich und sozial neu strukturiert. Auf der südlichen Seite der Leipziger Straße entstand zwischen 1972 und 1982 ein Plattenbau-Ensemble aus vier paarweise angeordneten 23- bis 25-geschossigen Wohnhochhäusern, an deren Fuß zusätzlich Geschäfte und öffentliche Einrichtungen Platz fanden. Aufgrund der dafür nötigen Versetzung des Abschnittes zwischen Krausen- und Leipziger Straße nach Osten verläuft die Jerusalemer Straße seither an der Rückseite eines der Türme der Leipziger Straße vorbei. Dadurch ist sie nicht nur optisch, sondern auch verkehrsplanerisch unterbrochen. Diese straßenbaupolitische Maßnahme schränkte den durchgehenden Blick vom Hausvogteiplatz in Richtung Mauer und auf das Axel-Springer-Hochhaus deutlich ein. Während andere Plattenbauten inzwischen abgerissen wurden, sind die Türme der Leipziger Straße aufgrund ihrer einzigartigen Aussicht zu einer begehrten Wohnlage aufgestiegen.

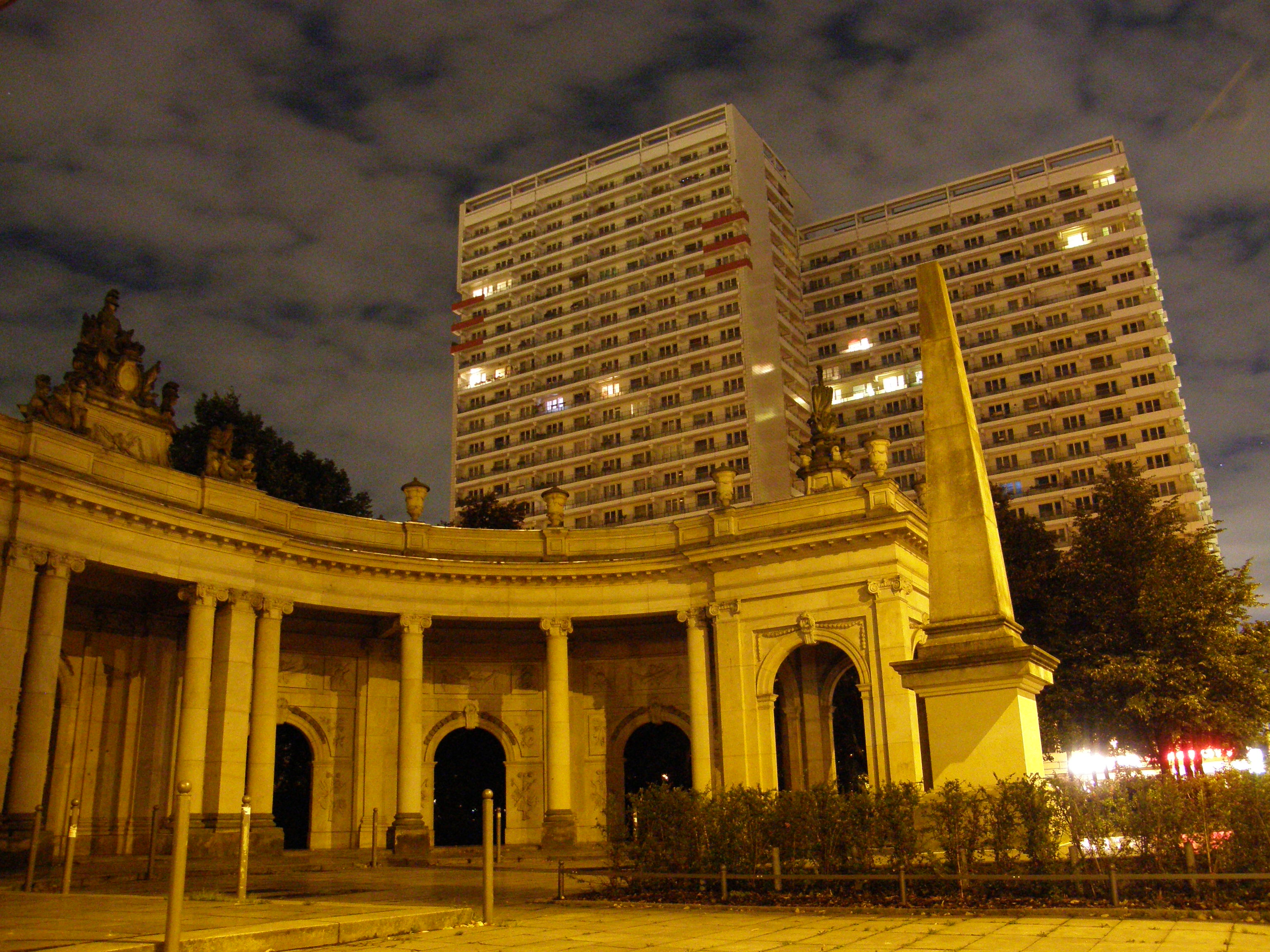
Marion-Gräfin-Dönhoff-Platz mit Spittelkolonnaden

Aufgrund der Versetzung der Abschnitte zwischen Krausen- und Leipziger Straße nach Osten gibt es auch die Straßenecke nicht mehr, an der seit 1912 das legendäre Warenhaus Tietz gestanden hatte. Sein Haupteingang war zur Leipziger Straße gelegen, ein Nebeneingang zur Jerusalemer Straße. Gegenüber befand sich der Dönhoffplatz, dessen historischer Standort durch die Neugestaltung der Leipziger Straße ganz aufgegeben wurde. 1975 wurde aus dem nach dem preußischen Generalleutnant Alexander Graf von Dönhoff benannten Platz eine namenlose Grünanlage, seit 2010 heißt diese Marion-Gräfin-Dönhoff-Platz. Es gibt zwar keinen direkten Bezug zur verstorbenen Herausgeberin der Wochenzeitung Die Zeit, doch wird damit eine jahrhundertealte Familiengeschichte weitergeführt und auf die Bedeutung des Zeitungswesens für diesen Ortsteil hingewiesen.

## Getöteter Grenzsoldat

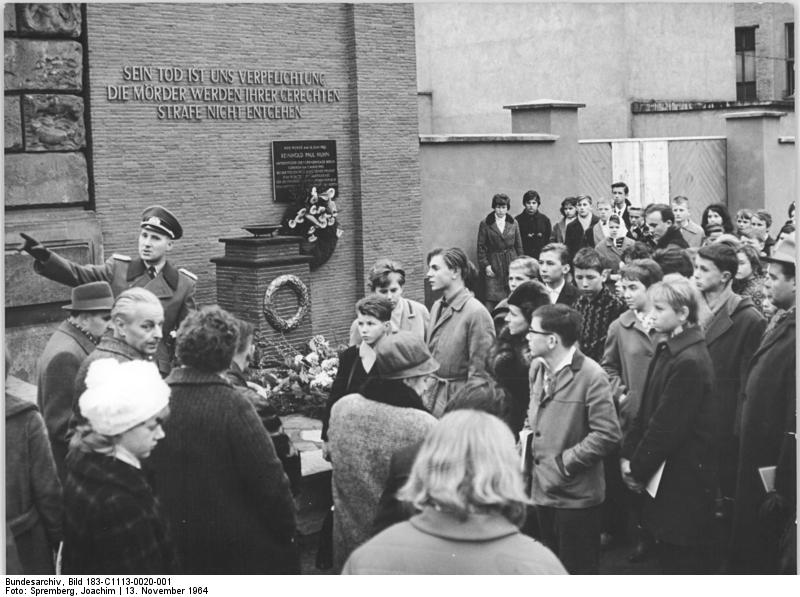
Gedenkstätte an der Zimmerstraße für Huhn im Jahr 1964

An der Zimmerstraße Ecke Jerusalemer Straße wurde nach dem Tod des Grenzsoldaten Reinhold Huhn, der am 18. Juni 1962 in der Zimmerstraße von dem Fluchthelfer Rudolf Müller erschossen wurde, ein Denkmal errichtet. Die Schützenstraße wurde 1966 in Reinhold-Huhn-Straße umbenannt. Die Gedenkstätte hat, wie so viele Denkmäler der DDR, die Wende nur kurze Zeit überdauert. Im Oktober 1994 wurde sie demontiert, die Gedenktafel dem Verein Berliner Unterwelten e. V. übergeben. Auf Beschluss des Berliner Senats hatte die Straße schon im Dezember 1991 wieder ihren historischen Namen zurückbekommen. Nach Gerichtsverfahren in West-Berlin gegen den damaligen Fluchthelfer erhielt dieser zunächst wegen Totschlags eine milde Strafe von einem Jahr auf Bewährung. Ein Urteil des Bundesgerichtshofs nach der deutschen Wiedervereinigung befand ihn später des Mordes schuldig, jedoch ohne Änderung des zuvor verhängten Strafmaßes.